# Châtel-Censoir
Châtel-Censoir é uma comuna francesa na região administrativa de Borgonha-Franco-Condado, no departamento de Yonne. Estende-se por uma área de 25,08 km². Em 2010 a comuna tinha 637 habitantes (densidade: 25,4 hab./km²).